# 大脱出
『大脱出』（だいだっしゅつ、原題: Escape Plan）は、2013年公開のアメリカ合衆国のアクションスリラー映画。
シルヴェスター・スタローン、アーノルド・シュワルツェネッガー主演。
マイルズ・チャップマンとジェイソン・ケラー（アーネル・ジェスコ名義）が脚本を執筆し、スウェーデン出身のミカエル・ハフストロームが監督。
2013年10月9日にフィリピンで封切られ、10月18日からアメリカ合衆国でも劇場公開が始まった。
2018年6月には、続編『大脱出2』が公開された

## 概要
『エクスペンダブルズ』(2010)でのシュワルツェネッガーのカメオ出演によるスクリーンでの初共演に始まり、『エクスペンダブルズ2』(2012)での本格共演を経て、企画から30年の歳月を経てようやく実現したスタローンとシュワルツェネッガーによる初のW主演作品。なお、刑務所脱獄というテーマはW主演が企画された当初から上がっていたものである。
シュワルツェネッガーにとっては初の脱獄映画でもある。

## ストーリー
自ら収監された上で、刑務所の盲点を付いて脱獄する有名なセキュリティ・コンサルタントであるレイ・ブレスリンは、CIAからやってきた女性ジェシカより、新たな依頼を受ける。それは連邦政府が極秘支援している絶対に脱出不可能とされる非合法の監獄であり、報酬も2倍出すという。依頼を承諾し、ポルトスの偽名を与えられたレイは拉致同然に連れて行かれ、今まで見たことがない造りの監獄に閉じ込められる。レイは危険を感じて計画中止のサインを所長のホブスに伝えるが、彼は知らないと言い、騙されたことを知る。
脱獄のため監獄の様子を観察するレイにロットマイヤーと名乗る男が話しかけてくる。最初は冷たくあしらうレイだったが、脱獄準備のため自身の無茶な頼みも聞いてくれるロットマイヤーを信用し、脱獄を試みていることを明かす。ロットマイヤーの正体は世界を股にかける義賊マンハイムの部下で、彼もまた脱獄したいと言い、2人は協力することを約束する。
懲罰房に監獄の弱点を見つけたレイは脱獄を試みるが、監獄の場所は海上の巨大タンカーであった。レイは一度計画を諦め、現在地を探るために、即席の六分儀を作り出す。しかし、実はレイの上司クラークが裏取引の報酬のためレイを裏切っており、ホブスに正体がばれ集中監視されてしまう。そこでレイらは、仲の良くない囚人のジャベドを味方に引き入れ、彼が六分儀で測定した結果などから、ここがモロッコ沖であると割り出す。一方、出資者達の意を受けてマンハイムの居場所を知りたいホブスは、レイにロットマイヤーから聞き出すよう命令し、その代わり、多少の自由を得る。カイリー医師を説得して外部の仲間に連絡を取ることに成功したレイは、ホブスに嘘の情報を与えて時間稼ぎを行い、脱獄のタイミングを待つ。
ホブスの裏をかいて暴動を起こさせたレイは、混乱の中をロットマイヤーやジャベドと共に脱獄を開始する。しかし、扉をロックされて甲板に出ることはできず、看守の銃撃を受けてジャベドが負傷してしまう。機関室へ向かったレイが主電源を落とした隙に、ロットマイヤーは甲板へ脱出し、迎えに来た戦闘ヘリに合流する。一方、看守を足止めしていたジャベドを射殺したホブスは船底部にレイを追い込むが、彼は排水装置を利用して見事に船から脱出する。武装した看守たちをマシンガンで仕留めていくロットマイヤーは、海上に浮かぶレイを発見し、彼を回収する。そこに追いついたホブスも現れヘリに拳銃で撃ち込むが、レイのドラム缶を狙った銃撃によって爆死する。
無事、監獄を脱出し、海岸で喜び合う2人の元にロットマイヤーの部下たちがやってくる。実はロットマイヤーこそがマンハイム本人であり、CIAのジェシカの正体は彼の娘だった。今回の計画の正体はマンハイムを助け出すために仕組まれたもので、ポルトスの偽名もマンハイムへの符丁であり、レイは何故ロットマイヤーが自分を気にかけてきたのか納得する。そして2人は握手し、別れる。
仲間と合流したレイは、自身を罠に嵌めようとしたクラークに報復するのだった。

## キャスト
※括弧内は日本語吹替
- レイ・ブレスリン - シルヴェスター・スタローン（ささきいさお[10]）

セキュリティ・コンサルタント。脱獄が可能かどうか敢えて自分が刑務所に入り、それを確かめている。
- エミル・ロットマイヤー - アーノルド・シュワルツェネッガー（玄田哲章）

レイに近づいた男。
- ホブス - ジム・カヴィーゼル（青山穣）

所長。
- ジャベド - ファラン・タヒール（板取政明）

囚人。
- アビゲイル - エイミー・ライアン（日野由利加）

レイの相棒。
- カイリー - サム・ニール（谷昌樹）

医師。
- レスター・クラーク - ヴィンセント・ドノフリオ（ふくまつ進紗）

レイの上司。
- ドレーク - ヴィニー・ジョーンズ（木村雅史）

看守。
- ローグ - マット・ジェラルド（英語版）

看守。
- ハッシュ - カーティス・"50セント"・ジャクソン（竹田雅則）

レイの仲間。
- ジェシカ・マイヤー - カトリーナ・バルフ（長尾明希）

CIAの弁護士。

## 製作

### 企画
2010年の初期報道ではブルース・ウィリスがレイ・ブレスリン役にキャスティングされたと言われた。
2012年2月、プロデューサーのマーク・キャントンは『The Matthew Aaron Show』にて、ジム・カヴィーゼルは悪役となる監獄長のホブスを演じる契約を交わしたことを明かした。2012年3月、イギリスの俳優のヴィニー・ジョーンズが共演することが発表された。ジョーンズは『ザ・サン』紙上にて、脱出する受刑者が3人であることを明かした。同年4月、『バラエティ』をはじめとするメディアは、エイミー・ライアン、ヴィンセント・ドノフリオ、50セントがキャストに加わったことを報じた。
撮影開始時のタイトルは「The Tomb」。

### 撮影
『ザ・サン』のインタビューでヴィニー・ジョーンズは撮影が2012年4月16日から6月23日までニューオーリンズで行われることを明かした。2012年8月、アーノルド・シュワルツェネッガーは『エクスペンダブルズ2』のコンファレンスにて、本作の撮影完了を明かした。

## 公開
2013年4月9日、映画の公開日が2013年9月13日に変更され、タイトルが『Escape Plan』となることが発表された。
日本では2014年1月10日に公開され、全国映画動員ランキング（興行通信社調べ）で初登場3位、初週土日2日間の観客動員13万3,344人、興行収入1億6,024万5,600円で、40代以上の男性・夫婦層を中心としつつ若年層も集客するという動きになっている。

### 批評家の反応
Rotten Tomatoesでは97件のレビューで支持率は48%となった。またMetacriticでは32件のレビューで加重平均値は49/100となった。

## テレビ放送
2016年9月24日、フジテレビ系列の『土曜プレミアム』で地上波初放送された（二ヶ国語放送 / 文字多重放送 / データ放送）。
2020年2月16日、BS朝日にて放送。

## 余談
作中でトイレの水流が作る渦の向きを、地球上での現在地を推定する要素の一つとして利用している。これはコリオリの力によるもので、台風などの地球規模の現象ならば影響があるが、トイレや流し台といった程度の水流では形状などの影響が大きく、必ずしも渦の向きは一定しない。